# Rieme (Adelsgeschlecht)

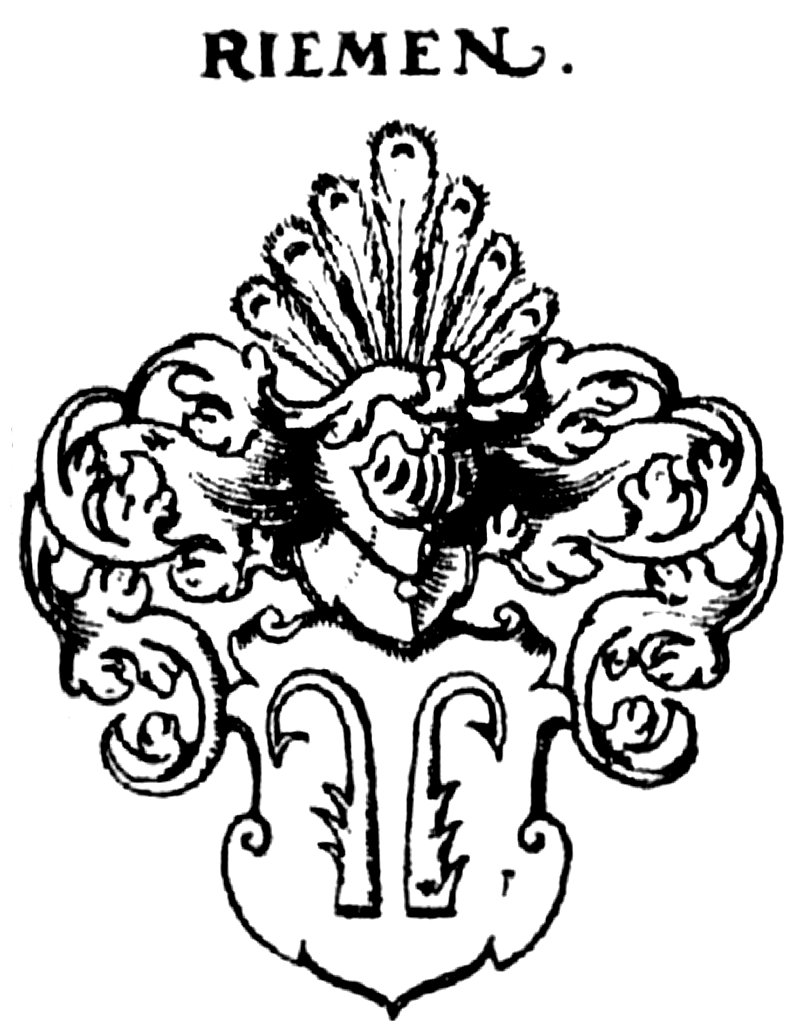
Wappen derer von Rieme

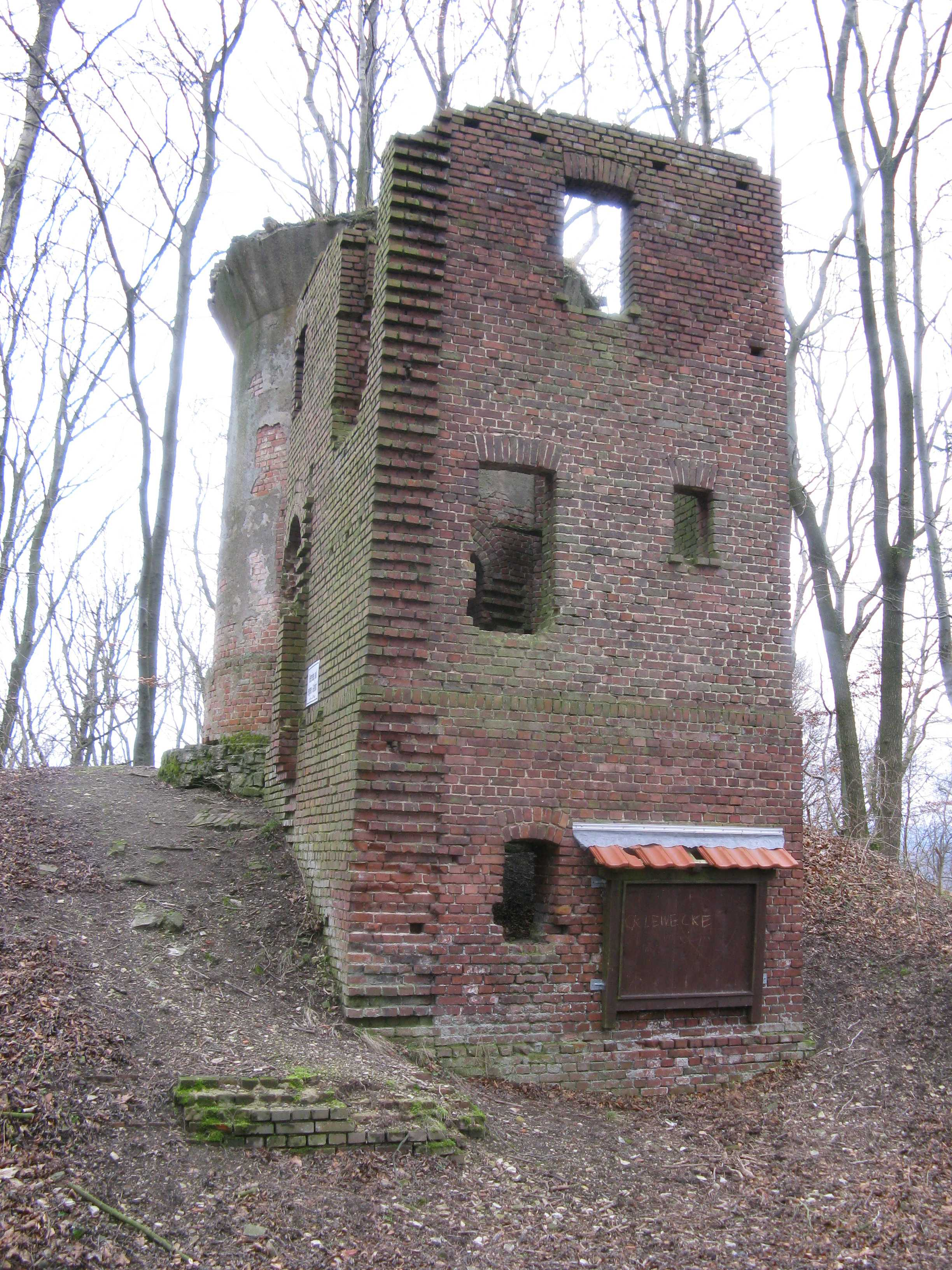
Ruine der Allerburg: Sitz des Adelsgeschlechtes Rieme

Rieme oder Riemen ist der Name eines alten niedersächsischen Adelsgeschlechts  im südwestlichen Harzvorland und im Untereichsfeld.

## Geschichte
Das Adelsgeschlecht der Familie Rieme (sie nannten sich nicht „von“) war frühzeitig im Ellertal im südwestlichen Harzvorland und im späteren Untereichsfeld belehnt. Sie wechselten in den ersten Jahrhunderten mehrfach ihren Namen bzw. waren unmittelbar stammesverwandt mit denen von Minnigerode, von Bockelnhagen und von Esplingerode.
Sie wohnten auf der Allerburg, zu deren Gerichtsbezirk die Orte Silkerode, Bockelnhagen, Weilrode, Zwinge, Kirchdorf, Mönherode, Hochstedt, Besselhagen und Neue Hof gehörten. Eine erste Erwähnung erfolgte im Jahr 920 mit Burckhard Rieme oder Corregia in die Zeit des Königs Heinrich I.
Die Lehnsherrschaft war schon im 14. Jahrhundert umstritten, zunächst zwischen den Grafen von Hohnstein und Kurmainz, wobei erstere die Burg den Landgrafen von Hessen als Oberlehnsherren auftrugen. Nach dem Aussterben des Grafengeschlechtes ging das Erbe an die Grafen von Schwarzburg-Sondershausen.
Die Familie konnte ihren Einfluss ausdehnen und weitere Besitzungen über ihren Gerichtsbezirk hinaus erwerben. Sie waren besonders mit dem benachbarten Kloster Pöhlde verbunden, machten dem Kloster viele Schenkungen und zahlreiche Familienmitglieder wurden dort bestattet. Nach dem Aussterben des Familienzweiges kamen die Güter und alle damit verbundenen Rechte an die von Minnigerode.
1355 und 1393 wird aber nochmals mehrfach der Edelknecht Hans Ryme von der Allerburg als Zeuge oder Vermittler in Urkunden erwähnt. Im 16. Jahrhundert wurde eine Grabplatte von Heidenreich IV. Rieme von Allerberg gefunden und in die Mauer der Kirche in Kirchdorf eingefügt.

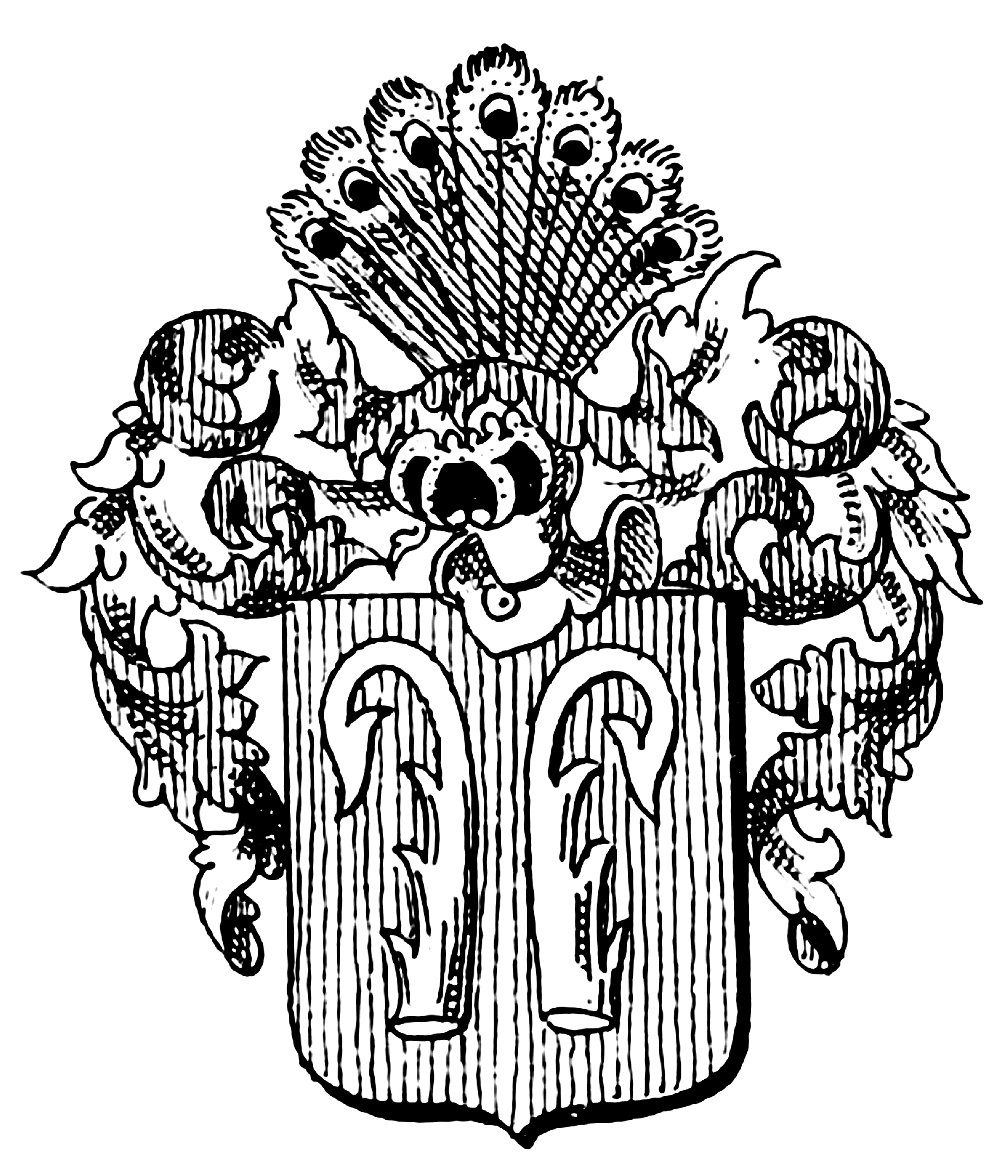
Wappen derer von Rieme in Siebmachers Wappenbuch von 1884

## Wappen
Das Wappen zeigt in Rot zwei gestürzte silberne Angelhaken. Auf dem Helm mit rot-silbernen Decken ein natürlicher Pfauenstoß.

## Vertreter des Adelsgeschlechtes

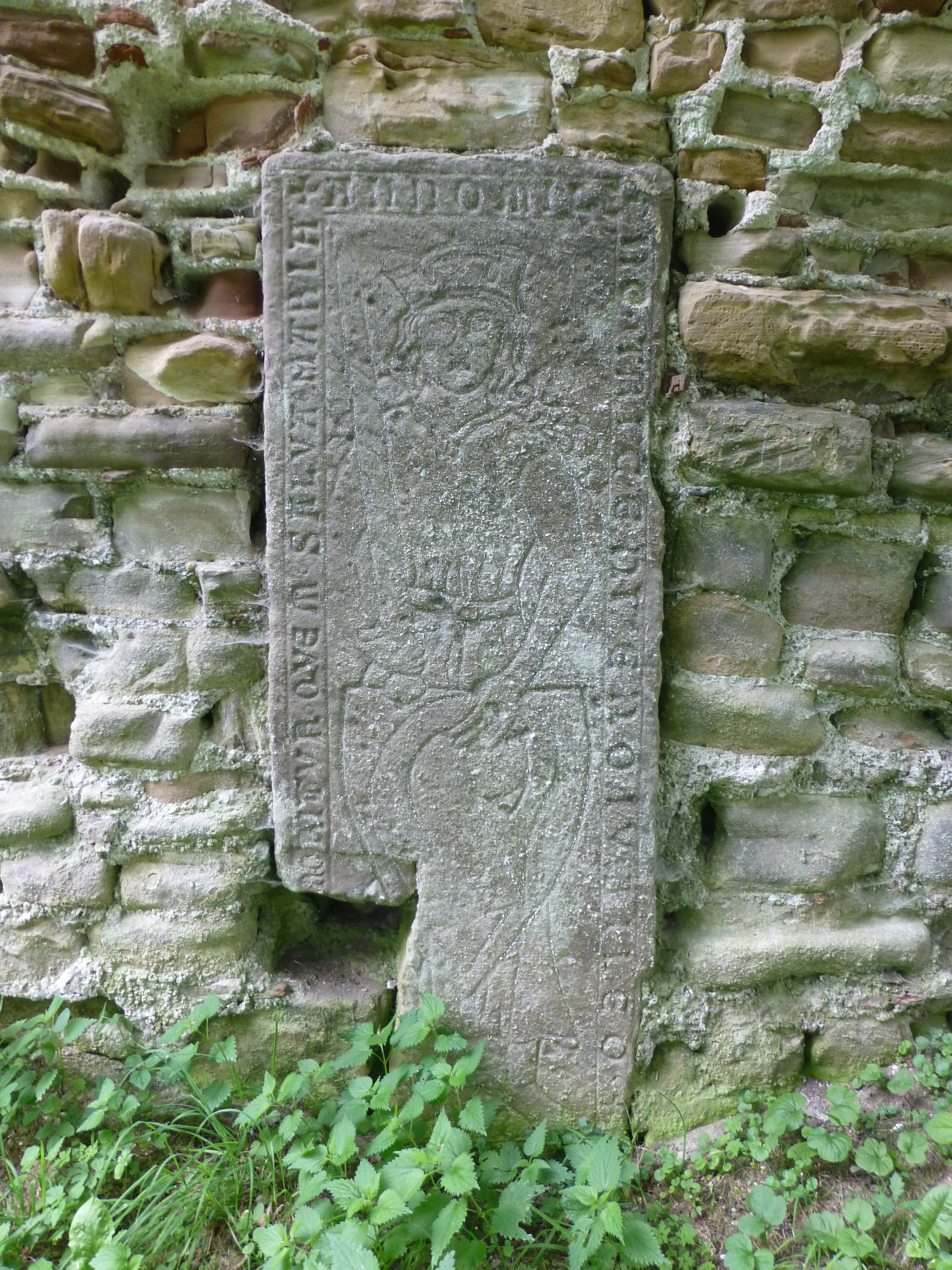
Grabplatte des Heidenreich Rieme (gest. 1300) in der Kirchenruine Kirchdorf bei Silkerode

Bei Johann Georg Leuckfeld werden folgende Mitglieder der Familie Rieme nach Generationen aufgelistet:
- Burckhard Rieme (920, 931), mit seinen Söhnen Bernhard Rieme († 987) und Heimbert (Marschall im Kloster Pöhlde, † 992)
- Heidenreich I. († 1006) mit seinen Söhnen Heidenreich II. (1032, 1054, † 1066) und Burckhard (im Kloster)
- Caspar, Melchior (1126), Baltasar und Oswald († 1114)
- Meino († 1129), Ritter
- Johann I. († 1160) und Penceslaus (1143), Penceslaus begründete in Bockelnhagen das Geschlecht derer von Bockelnhagen
- Heidenreich III. (1226, † 1236) und Johann (1126), Johann begründete nach dem Ort Mingerode das Geschlecht derer von Minnigerode
- Hermann († 1264) und Gerhard (1254, 1271 und 1285 Verkauf von Lehnsgütern an das Kloster Katlenburg; 1259 Ministerialer am Stift Quedlinburg)
- Heidenreich IV. (Ritter, schenkte 1294 sein Erbe im Westeröder Feld dem Kloster Pöhlde; trat 1295, 1298 als Zeuge auf; † 1300) und Siegfried
- Johann II., Heidenreich V. († 1352), Gangloff († 1309), Mechthild und Beata[5] (im Kloster Gandersheim)
- Heidenreich VI. (1336) mit Sohn Heiso (1353, 1384)
- Johann III. (1338) mit Sohn Johann IV. als Alleinerbe aller Riemeschen Güter, † 1376

Weitere Vertreter der Familie nach Johann Wolf:
- Wasmut Rieme (1373), auf dem Westergericht zu Duderstadt[6]
- Hermann Rieme (1389 und 1411) Richter (Gogräfe) am Landgericht Bernshausen[7][8]